# روبرت ديفيز (طبيب)
روبرت ديفيز (بالإنجليزية: Robert Defries)‏‏ (23 يوليو 1889 في تورونتو - 25 أكتوبر 1975 ) طبيب من كندا.

## الجوائز
- قائد وسام الامبراطورية البريطانية
- شريك وسام كندا
- جائزة لاسكر-بلومبرغ للخدمة العامة